# صموئيل دبليو. ويليام
صموئيل دبليو. ويليام (بالإنجليزية: Samuel W. Hale)‏ هو سياسي أمريكي، ولد في 2 أبريل 1823 في فيتشبورغ في الولايات المتحدة، وتوفي في 6 أكتوبر 1891 في كين في الولايات المتحدة. حزبياً، نشط في الحزب الجمهوري. وقد انتخب حاكم نيو هامبشاير ‏.